# Zainunnisa Gool
Zainunnisa "Cissie" Gool (6 tháng 11 năm 1897 - 1 tháng 7 năm 1963) là một nhà lãnh đạo chính trị và dân quyền chống phân biệt chủng tộc ở Nam Phi. Bà là con gái của bác sĩ và chính trị gia nổi tiếng Abdullah Abdurahman. Gool thành lập Liên đoàn Giải phóng Quốc gia và giúp thành lập Mặt trận Thống nhất ngoài châu Âu (NEUF). Cô được người Nam Phi biết đến như là "Ngọc quý của quận sáu" và "Joan of Arc" với tư cách là biểu tượng của người nghèo.

## Đời sống
Zainunnisa Gool sinh ngày 6 tháng 11 năm 1897 với cha là Abdullah Abdurahman, lãnh đạo Tổ chức Nhân dân Châu Phi (APO) mà ông đã giúp thành lập năm 1902 và cũng là người Nam Phi da đen đầu tiên được bầu vào Hội đồng Thành phố Cape Town vào năm 1904, và mẹ là Helen Potter James.

## Giáo dục
Gool đến từ một nền tảng cấp tiến và bà được cả Olive Schreiner và Mahatma Gandhi dạy kèm. Gool và em gái Rosie, đã học tại trường trung học Trafalgar ở quận 6 ở Cape Town  được cha của bà thành lập, một người ủng hộ sự bình đẳng trong giáo dục công cộng. Người đứng đầu trường là Harold Cressy, người đã được cha bà ủng hộ. Cô đã hoàn thành chương trình giáo dục trung học của mình bằng một khóa học tương ứng tại Đại học London. Với bằng cấp này, Gool đăng ký trở thành người phụ nữ da màu đầu tiên nhận bằng thạc sĩ tại Đại học Cape Town và năm 1962, bà trở thành nữ luật sư da màu đầu tiên ở Nam Phi và là người đầu tiên được gọi vào Cape Bar.

## Công việc chính trị
Từ 1938 đến 1951, Cissie đại diện cho Quận Sáu của Cape Town trong Hội đồng thành phố Cape Town, và trong nhiều năm là người phụ nữ duy nhất (và là phụ nữ da đen đầu tiên) phục vụ trong Hội đồng thành phố. Năm 1949, bà được bầu làm chủ tịch ủy ban y tế của hội đồng thành phố, người phụ nữ da đen đầu tiên ở nước này phục vụ trong chính quyền địa phương.    Được biết đến như là "Viên ngọc quý của quận sáu", bà đại diện cho những người thuộc khu vực bầu cử đó trong hội đồng cho đến năm 1951.